# تومي كونو
تومي كونو (بالإنجليزية: Tommy Kono) هو رباع أمريكي، ولد في 27 يونيو 1930 في ساكرامنتو في الولايات المتحدة، وتوفي في 24 أبريل 2016 في هونولولو في الولايات المتحدة بسبب مرض الكبد.

## وصلات خارجية
- الموقع الرسمي
- تومي كونو على موقع اللجنة الأولمبية الدولية (الإنجليزية)
- تومي كونو على موقع أوليمبيديا (الإنجليزية)
- تومي كونو على موقع قاعة هاواي للمشاهير الرياضية (مؤرشف) (الإنجليزية)
- تومي كونو على موقع الموسوعة البريطانية (الإنجليزية)
- تومي كونو على موقع إن إن دي بي (الإنجليزية)